# ポセミエ
ポセミエ（ロシア語: Посемье）とは、セイム川流域を指す歴史的な地域区分である。
地域の一部は東スラヴ民族の部族連合の1つである、セヴェリャーネ族の居住地だった。9世紀末にキエフ大公国領の、後にチェルニゴフ公国、ノヴゴロド・セヴェルスキー公国領の一部となった。当時の主な都市にはクルスク、ルィリスク、プチヴリ（現プティーウリ）があり、それぞれを首都としたクルスク公国、ルィリスク公国、プチヴリ公国が成立した。14世紀末にはリトアニア大公国に組み込まれた。